# 段思良
大理聖慈文武帝段思良（？—951年），又名段思胄，大理国第3代皇帝，946年—951年在位。段保隆子，段思平弟。
他本是大理国第2位皇帝段思英的叔父，946年，段思良、相国董迦罗发动政变，逼段思英逊位为僧（一说段思英卒，段思良为国人所立），开创了大理皇帝退位后出家为僧的先例，从此大理皇位的继承开始了段思平、段思良2条支系更替的争夺。段思良在位6年，年号为至治。951年（一说952年）驾崩，谥圣慈文武皇帝，子段思聪立。

## 家庭
- 段思聰，大理廣慈帝。
- 段子㺷，《石城會盟碑》稱他是段素順的皇叔。